# فال جيلب
خطة مانشتاين هي واحدة من الأسماء المستخدمة لوصف الخطة العسكرية للجيش الألماني خلال معركة فرنسا في عام 1940. كانت خطة الغزو الأصلية بمثابة حل وسط ابتكره الجنرال فرانز هالدر، رئيس أركان القيادة العليا للجيوش الألمانية، (القيادة العليا للجيش) ولم يرضِ أحدًا. سقطت الوثائق التي تحتوي على تفاصيل الخطة في أيدي البلجيكيين خلال حادثة ميكلين في 10 يناير 1940 وتم تنقيح الخطة عدة مرات، كل منها يركز بشكل أكبر على هجوم من قبل مجموعة الجيوش أ من خلال آردين، مما قلل تدريجياً من هجوم مجموعة الجيوش ب عبر البلدان المنخفضة.
في النسخة النهائية من الخطة، تم تحويل القوة الرئيسية للغزو الألماني ضد آردين، والذي كان بالصدفة، أضعف جزء من خط الحلفاء، حيث تم ترك الدفاع إلى الفرق الفرنسية من الدرجة الثانية في الجيش الثاني والجيش التاسع، على افتراض أن صعوبة تحريك الجنود والمعدات ستمنح الفرنسيين متسعًا من الوقت لإرسال التعزيزات، إذا تعرضت المنطقة لهجوم. كان الجيش السابع، الذي كان الجزء الأقوى من الاحتياطي الاستراتيجي الفرنسي، قد التزم بالاندفاع عبر بلجيكا للانضمام إلى الجيش الهولندي في الشمال، في خطة بريدا البديلة لخطة لنشر الحلفاء.
غالبًا ما سميت خطة مانشتاين باسم "عملية سيشلشنيت"، وهي ترجمة ألمانية حرفية لـ "المنجل المقطوع"، وهو تعبير جذاب يستخدم بعد أحداث ونستون تشرشل. بعد الحرب، تبنى الجنرالات الألمان المصطلح، مما أدى إلى سوء فهم أن هذا هو الاسم الرسمي للخطة أو على الأقل للهجوم الذي شنه الجيش أ. الاسم الألماني كان Aufmarschanweisung N°4، Fall Gelb كما صدر في 24 فبراير 1940.

## خلفية
كانت خطة مانشتاين نظيرًا لخطة ديل الفرنسية لمعركة فرنسا. كانت Aufmarschanweisung N ° 1 الأصلية، خريف جيلب (Campaign Instruction No 1، Case Yellow)، خطة لدفع قوات الحلفاء عبر وسط بلجيكا إلى نهر السوم، في شمال فرنسا، مع التشابه مع حملة 1914 الحرب العالمية الأولى.  في 10 يناير 1940، وقعت حادثة ميكلين، عندما تحطمت طائرة ألمانية تحمل وثائق مع أجزاء من الخطط التشغيلية لخريف جيلب في بلجيكا، مما دفع بمراجعة أخرى لخطة الغزو. في حين تمت مراجعة خريف جيلب بواسطة هالدر، تمكن مانشتاين من إقناع هتلر في اجتماع في 17 فبراير، بأن إستراتيجية الفيرماخت يجب أن تكون هجومًا عبر آردين، يليها تقدم إلى الساحل. 